# Tor polylepis
Tor polylepis és una espècie de peix d'aigua dolça de la família dels ciprínids i de l'ordre dels cipriniformes.
Els adults poden assolir fins a 5,3 cm de longitud total. Es troba a la conca del riu Mekong al seu pas per Yunnan (Xina).